# Richard Theile
Richard Theile (* 23. März 1913 in Halle (Saale); † 10. August 1974 auf Amrum) war ein deutscher Physiker.

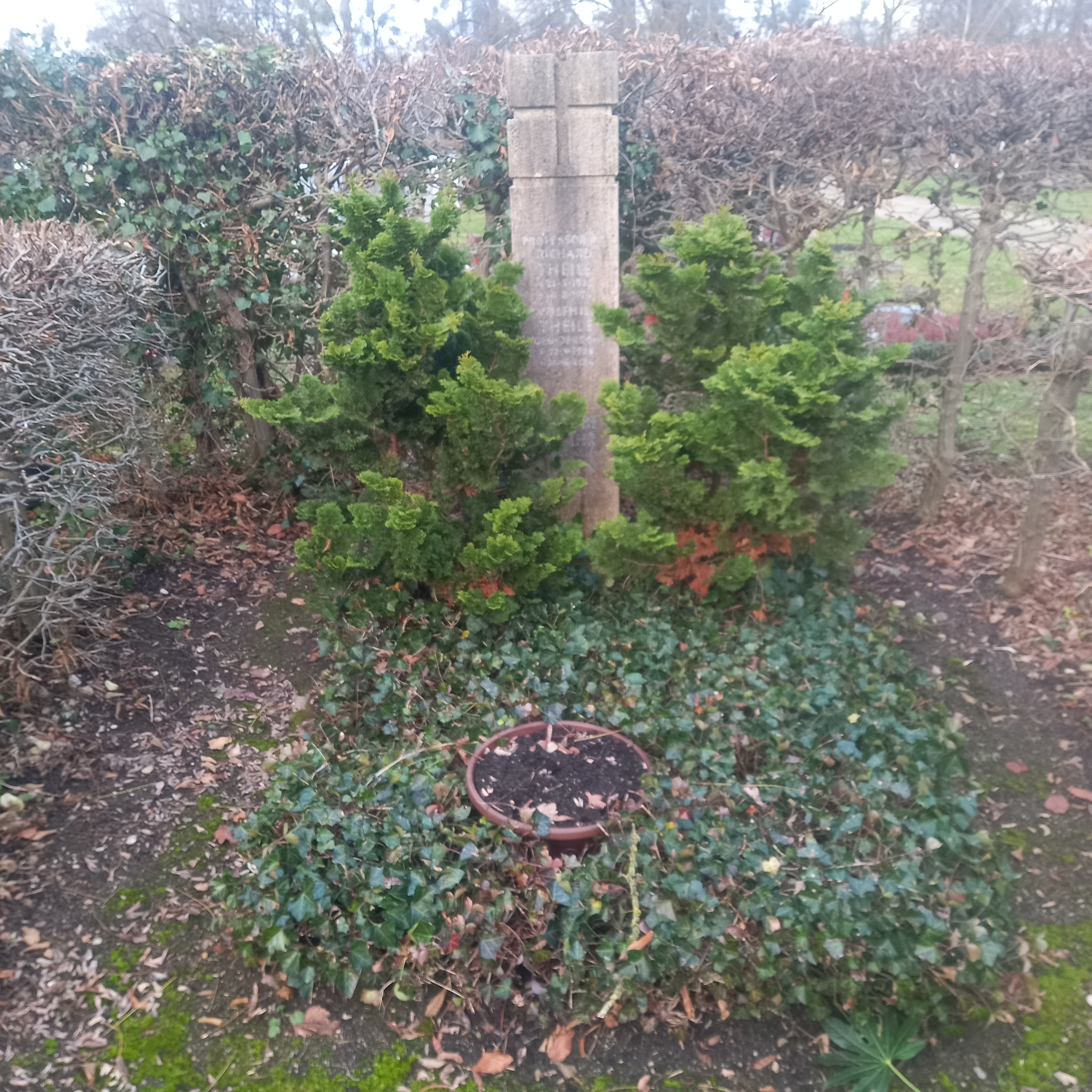
Das Grab von Richard Theile und seiner Ehefrau Wulfhilde geborene Dersch auf dem Nordfriedhof (München)

## Leben
Er studierte in Marburg und Berlin. Am von Fritz Schröter geleiteten Laboratorium für physikalische Forschungen bei Telefunken forschte er an Bildaufnahmeröhren mit photoempfindlichen Halbleiterschichten. Unter seiner Leitung wurden neben Photovervielfachern auch Bildaufnahmeröhren des Typs Ikonoskop entwickelt.
Nach Kriegsende beteiligte Theile sich einige Jahre bei Pye Ltd in Cambridge an der Entwicklung des Riesel-Ikonoskops. Die Abtastelektronen des Superikonoskops lösten aufgrund ihrer hohen Geschwindigkeit viele Sekundärelektronen aus. Dieser Störeffekt ließ sich durch künstliche Berieselung mit gesonderten Elektronen kompensieren.
Anfang der 1950er übernahm er die Leitung der Hauptabteilung Fernsehen im Rundfunktechnischen Institut (RTI) Nürnberg. Im Jahr 1957 wurde aus dem RTI und der Zentraltechnik des Nordwestdeutschen Rundfunks (NWDR) das Institut für Rundfunktechnik (IRT) gegründet. Theile übernahm die Leitung der Niederlassung München, in der die fernsehtechnischen Aufgaben bearbeitet wurden.
Theile bildete mit Walter Bruch und Oberpostrat Johannes Müller vom Fernmeldetechnischen Zentralamt den am 3. Juli 1962 gegründeten Dreierausschuss Farbfernsehen zur Einführung des Farbfernsehens in Westdeutschland. Ihm wurde 1973 die Leitung des gesamten IRT als gemeinsames Forschungsinstitut der in der ARD vereinten Rundfunkanstalten sowie des ZDF übertragen. Er war Mitglied im Vorstand der Technischen Kommission und Vorsitzender der politisch schwierigen Ad-hoc-Gruppe „Farbfernsehen“ der Europäischen Rundfunkunion (EBU, UER).
Ab 1967 war er an der Münchener Hochschule für Fernsehen und Film auch Mitglied des Gründungsausschusses und Leiter der Abteilung Technik. Er wurde auch Honorarprofessor.
Auf seine Initiative kam es zur Vereinigung der Fernseh-Technischen Gesellschaft (FTG) und der Kinotechnischen Gesellschaft für Film und Fernsehen (DKG) zur Fernseh- und Kinotechnische Gesellschaft (FKTG), deren erster Vorsitzender er war.

## Veröffentlichungen
- Widerstandsgesteuerte Bildabtaströhren. 1938
- mit Theobald Weyres: Grundlagen der Kathodenstrahlröhren. 1944
- Fernseh-Bildaufzeichnung auf Kinofilm. 1955
- mit Fritz Schröter und Georg Wendt: Grundlagen des elektronischen Fernsehens. 1956
- Hinter dem Bildschirm: Aufnahme und Wiedergabe, Speicherung und Übertragung von Fernsehbildern. 1970

## Richard-Theile-Medaille
Die FKTG verleiht seit 1975 die Richard-Theile-Medaille an Persönlichkeiten die auf dem Gebiete des Fernsehens hervorragende Leistungen vollbracht oder sich Verdienste internationalen Ranges erworben haben.
- 1975 Walter Bruch
- 1976 Walter Heimann
- 1978 Hans Gerhard Lubszynski (1910–1997)
- 1979 Wolfgang Dillenburger (1908–1976)[4]
- 1981 Frithjof Rudert
- 1982 Hans Robert Groll †, (Geschäftsleiter Technik der Bosch-Fernseh)
- 1984 Frederic Wilhelm de Vrijer
- 1985 Manfred von Ardenne
- 1986 Horst Zschau (Ing. und Erfinder an der Fernseh GmbH)
- 1988 Helmut Schönfelder (Institut für Nachrichtentechnik der TU Braunschweig) (1926–2018)[5][6]
- 1990 Broder Wendland, (Prof. f. Nachrichtentechnik an Uni Dortmund, startet 1979 Forschung zum High Definition Television)
- 1992 Franz Josef In der Smitten (WDR-Fernsehingenieur)
- 1994 Michael Hausdörfer (HDTV-Technologie in Europa)
- 2000 Ralf Schäfer (Abteilungsleiter Bildsignalverarbeitung. Fraunhofer-Institut für Nachrichtentechnik. Heinrich-Hertz-Institut)
- 2004 Ulrich Reimers
- 2008 Hans-Georg Musmann
- 2010 Gerd Bock
- 2012 Gerhard Mahler
- 2014 Thomas Wiegand
- 2016 Rolf Hedtke[7]
- 2018 Dietrich Westerkamp[8]
- 2022 Klaus Merkel[9]